# Club Atlético 3 de Febrero
El Club Atlético 3 de Febrero es un club de fútbol de Paraguay que milita en la Segunda División de Paraguay. Está situado en la populosa Ciudad del Este, Alto Paraná. Fue fundado el 20 de noviembre de 1970, teniendo como primer presidente al comisario general Lucas Gómez Martínez. 
El color de su camiseta es roja. Hace de local en su estadio el Antonio Aranda, anteriormente conocido como "Tte. Cnel. Antonio Oddone Sarubbi" el cual es el tercer estadio más grande del país y el de mayor tamaño en el interior, con una capacidad aproximada para 28 000 espectadores.
En el 2004, el club logró consagrarse campeón de la División Intermedia, por lo que ascendió a la Primera División de Paraguay para el 2005, convirtiéndose en el segundo club del interior en lograrlo, después del Club Universal de la ciudad de Encarnación.
Actualmente milita en la Segunda División de Paraguay, luego de haber estado en Primera División en los años 2005 al 2011, 2014 y 2018.

## Historia

### Los comienzos en la liga regional (1970-2004)
El Club 3 de febrero fue fundado el 20 de noviembre de 1970. Tiene su sede en Ciudad del Este, capital del departamento de Alto Paraná. La ciudad presentaba un notable auge en la actividad comercial, todo esto antes de que se firmara el Acuerdo de Itaipú. El 3 de febrero llena de honra a su ciudad llevando por nombre la fecha de su fundación, también día de San Blas, su santo patrono.
Comenzó con una simple charla entre amigos en casa de Francisco Romero, amigos que tenían en común la idea de fundar un club de fútbol. A través de una radio local se anunció una asamblea constituyente. Entre los que firmaron el acta fundacional del club están el doctor Francisco Romero, Crio. Gral Lucas Gómez Matinez (Primer Presidente), el señor Luis Mariano Fernández Pico, Juan Eudes Pereira, Aníbal Montiel, Óscar Ojeda Villar, y otros. Estos hombres pusieron su esperanza y entusiasmo en el desarrollo del fútbol del este.
Pronto, el club pasó a formar parte de la Liga Deportiva Paranaense, su primera participación fue en 1971 y obtendría 5 campeonatos en total. En 1973 logró su primer título de campeón de la liga, bajo la presidencia del Crio. Gral Lucas Gómez Martínez.
Sus logros continuarán cuando en 1975 se consagró en forma invicta campeón del certamen regional, conquistándolo de nuevo en 1977, 1986 y 1992. Su último título en la liga, lo alcanzó en el año 1997.
El club participó en una o más ediciones del Torneo República, competencia que integraba a clubes del campeonato metropolitano con los del interior y otorgaba medio cupo a la Libertadores. En la edición 1995 fue su mejor actuación, alcanzando las semifinales, en las cuales se eliminó ante Cerro Porteño, mismo que se consagraría campeón de dicho torneo y también subcampeón metropolitano ese mismo año.
En el año 2000, el 3 de febrero da un paso fundamental en su carrera a la Primera División de Paraguay al ganar la Copa de Campeones de la UFI, la cual le permitió ascender a la División Intermedia, creada con el objetivo de introducir a la categoría profesional de la APF a los clubes del interior afiliados a la Unión del Fútbol del Interior. En esta jugó durante los 4 años siguientes, quedando en tres años consecutivos muy cerca de conseguir la meta de ascender, hasta que finalmente, con la obtención del título de campeón de la Intermedia 2004, accede a la División de Honor a partir de la temporada posterior.

### La Primera División (2005-2007)
El 3 de febrero se enfrenta a clubes de gran importancia como el Club Olimpia, Libertad, Nacional, Guaraní, Club Cerro Porteño, Sportivo Luqueño, entre otros. El primer año el 3 de febrero con figuras como Leonardo Bordad, Eder Godoy, Roberto Gamarra y Gilberto Palacios, llegó al 4.º puesto en la tabla del Apertura 2005 y en el Clausura hizo una muy buena actuación pero en la última fecha, el “3” necesitaba ganar en el Defensores del Chaco para ingresar a la Copa Libertadores 2006, pero en una actuación deslucida del 3 de febrero terminó en una goleada del equipo de Tacuary por 6 a 3 que dejó sin nada a la estupenda campaña del equipo del Este.
En el 2006 no se repitió la actuación del año anterior, ya que terminaron 10.º en el acumulativo y se salvaron del descenso pero por una amplia diferencia (12 puntos). Se resaltaron algunos resultados como la victoria a Olimpia en el Apertura por 3 a 2 y en el Clausura por 1 a 0.
En el año 2007, en el Apertura, donde salió el recordado Sportivo Luqueño campeón, tuvo un muy buen resultado al término del torneo, el 5.º puesto en la tabla pero en el Clausura arruinaron la campaña terminando 11.º de 12 participantes.

### La promoción (2008)
Ya el 3 de febrero acostumbrado a jugar en la Primera División, enfrentaba el 2008 con la misión de acumular puntos para no caer en la posición de promoción o de descenso directo. El torneo Apertura le fue bien, resaltando un 4 a 1 a Cerro Porteño en la Olla donde José Antonio Franco marcó cuatro goles, dirigido por el gran estratega Francisco "Iko" Sosa, quien fue el entrenador "Revelación" de aquel torneo. En el Clausura, el “3” quedó condenado a disputar la promoción de manera anticipada pues en la fecha número 21 perdió con Guaraní por 4 a 1, terminando así el torneo a 3 puntos del 12 de Octubre que finalizó 10.º en la tabla de promedios.
La serie por la promoción enfrentó al 3 de febrero y el General Caballero de Zeballos Cué. El primer encuentro se jugó el 10 de diciembre en el estadio del Gral. Caballero donde el equipo del Este se impuso por 3 a 0 con goles de Julio Martínez y A. González en dos ocasiones. En tanto que el segundo se llevó a cabo en el antiguo Antonio Oddone Sarubbi (hoy rebautizado como Antonio Aranda) donde cayó por 2 a 1. No obstante, el descuento de Michel Godoy le posibilitó al “3” salvarse del descenso debido al marcador global a su favor.

### El baile de los "equipos calendario" y la pelea por la permanencia (2009 - 2011)
El 2009 empezaba para el “3” con la misma misión del año anterior: permanecer en Primera División. En el Torneo Apertura, tres eran los equipos seriamente comprometidos en la tabla del descenso: el 2 de Mayo, 12 de Octubre y el 3 de Febrero, casualmente los popularmente conocidos "equipos calendario", porque eran los tres de la División de Honor cuyo nombre es una fecha. La primera rueda del Torneo Apertura fue paupérrima para el "3" pues de 11 partidos disputados perdió 10, empató 1 y tan solo consiguió 1 punto de 33 en disputa. Para la segunda rueda el equipo mostró mejoría y aunque logró en total sumar 17 puntos, no salió del último lugar de la tabla, al mismo tiempo que en la del descenso se encontraba en zona de promoción.

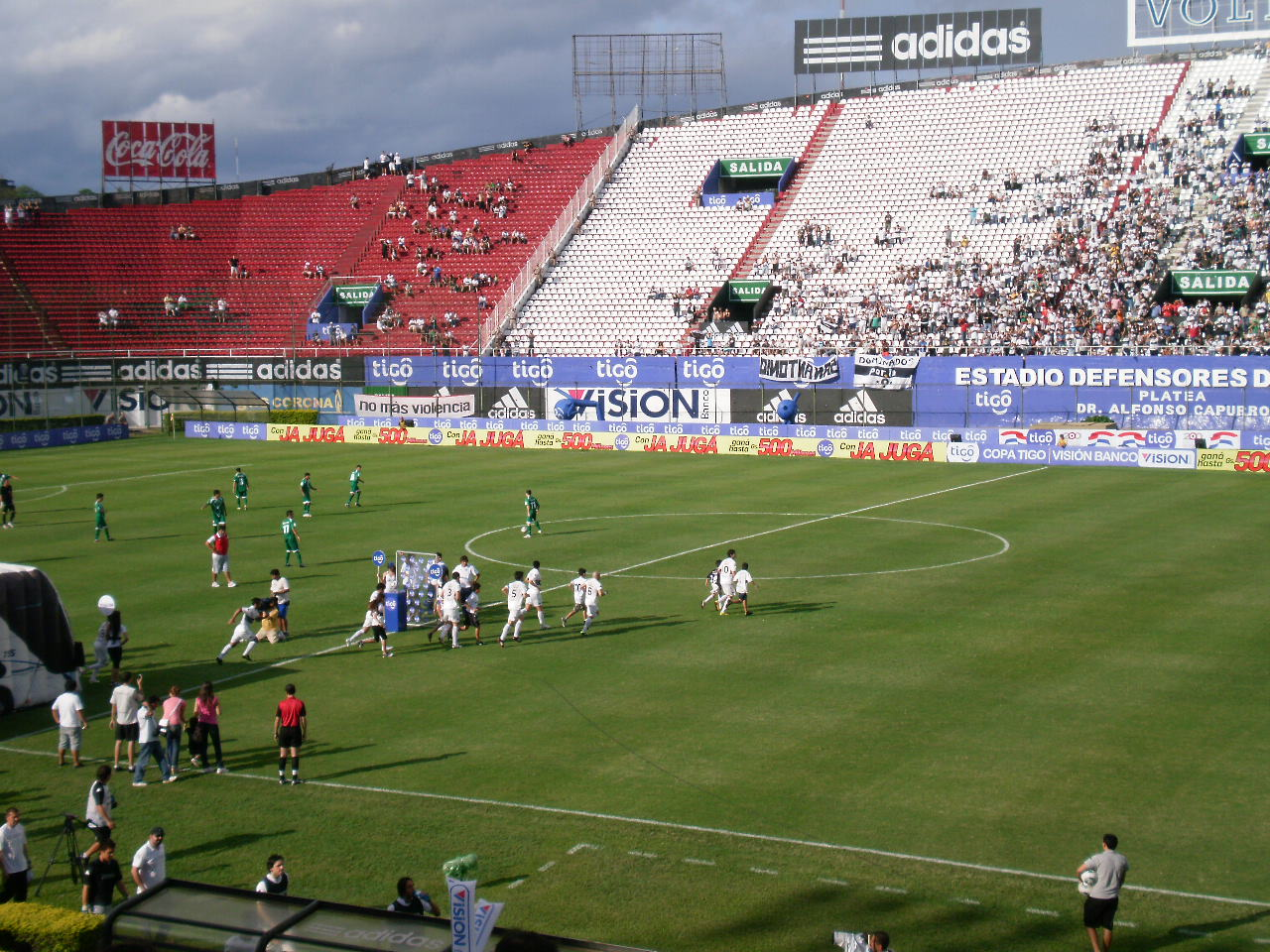
Olimpia vs 3 de febrero en el Estadio Defensores del Chaco en 2011.

En el Torneo Clausura su inicio pintó mejor el panorama para el equipo: comenzó con dos victorias consecutivas ante sus dos principales rivales: el 12 de Octubre y el 2 de Mayo. Tras un empate con el Sportivo Luqueño, el equipo se catapultó como uno de los líderes del Clausura, y fue hasta la fecha 7, que el equipo perdió el invicto con una estrepitosa caída en casa ante Olimpia por marcador de 1-4. A partir de la primera caída, el equipo comenzó a debilitarse con cuatro derrotas al hilo que lo hundían nuevamente en la tabla del descenso. Ahora en la fecha 12, el 12 de Octubre derrotó al 3 de febrero y se le acercaba en la zona de promoción, a la fecha siguiente empató con el 2 de Mayo, su otro perseguidor. No fue sino hasta la fecha 16 que el equipo consiguió un nuevo triunfo: ante Libertad, un candidato al título. Tras dos triunfos consecutivos, el "3" se salvó del descenso directo. En la fecha 19 el 2 de Mayo descendió y el 12 de Octubre mantenía las esperanzas de dejar al 3 de febrero en zona de promoción. En la fecha 21 el 3 de febrero dio vuelta a un marcador adverso frente a Rubio Ñú y el 12 de Octubre solo empató, por lo que el "3" se mantenía por una temporada más en el circuito privilegiado del fútbol paraguayo, como el único representante del interior del país.
Llegaba el año de la Copa Mundial de Fútbol 2010 en Sudáfrica, donde no había el partido de “promoción” por el calendario corto que se tendría, entonces descenderían dos equipos. El “3” tenía que pelear el promedio con los recién ascendidos Trinidense y Sport Colombia. En el Apertura con Carlos Jara Saguier a la cabeza, empezó bien las primeras 7 fechas, pero al perder con Olimpia y Rubio Ñú, el técnico decidió renunciar, entonces tomo cargo Raúl Vicente Amarilla que no pudo hacer nada para que el rojo termine 10.º en este torneo. En el Clausura volvió a tener un cambio de técnico, esta vez tomando la comandancia el uruguayo Eduardo Rivera, salvándolo 1 fecha antes del final del torneo.
En el año 2011 mantuvo una mala campaña que lo llevó a estar en la zona de descenso junto a General Caballero y Sportivo Luqueño, llegando a descender cuando faltaba una fecha para la culminación del Tornero Clausura, ese año descendió a más del 3 de febrero, el equipo de General Caballero. De esa manera, luego de 7 años de permanencia en la División de Honor, el Rojo del Este (como también es conocido) volvió a la Segunda División.

### Efímeros pasos por Primera División (2014 y 2018)
En el 2012, el Club Atlético 3 de Febrero inició su campaña para la vuelta a la división de honor del fútbol paraguayo, de la mano de Odair Dos Santos, quien se encargó del manejo del club. Sin embargo, en dicha temporada acabó en séptimo lugar.
En la temporada 2013 el club mejoró bastante y con una gran campaña logró el título de campeón y el ascenso a la máxima categoría nacional.
Pero no pudo mantenerse más de una temporada en la Primera y al terminar penúltimo en la tabla de promedios volvió a descender a la División Intermedia. Lo mismo ocurrió para finales de 2017, en el que se consagró campeón de la Intermedia y regresó a la Primera División. Sin embargo un año después, en el 2018, vuelve a descender a Intermedia.

### Campañas en Primera División
| Torneo        | P.J. | P.G. | P.E. | P.P. | G.F. | G.C. | Ptos. | Posición Final (Equipos) |
| ------------- | ---- | ---- | ---- | ---- | ---- | ---- | ----- | ------------------------ |
| Apertura 2005 | 18   | 7    | 7    | 4    | 24   | 17   | 28    | 4º (10)                  |
| Clausura 2005 | 18   | 8    | 4    | 6    | 31   | 25   | 28    | 4º (10)                  |
| Apertura 2006 | 20   | 5    | 4    | 11   | 29   | 41   | 19    | 10º (11)                 |
| Clausura 2006 | 20   | 4    | 5    | 11   | 17   | 26   | 17    | 9º (11)                  |
| Apertura 2007 | 22   | 8    | 6    | 8    | 26   | 25   | 30    | 5º (12)                  |
| Clausura 2007 | 22   | 5    | 4    | 13   | 21   | 41   | 19    | 11º (12)                 |
| Apertura 2008 | 22   | 8    | 3    | 11   | 32   | 40   | 27    | 7º (12)                  |
| Clausura 2008 | 22   | 6    | 6    | 10   | 27   | 31   | 24    | 9º (12)                  |
| Apertura 2009 | 22   | 5    | 2    | 15   | 21   | 47   | 17    | 12º (12)                 |
| Clausura 2009 | 22   | 7    | 5    | 10   | 24   | 35   | 26    | 8º (12)                  |
| Apertura 2010 | 22   | 5    | 4    | 13   | 17   | 32   | 19    | 10º (12)                 |
| Clausura 2010 | 17   | 3    | 7    | 7    | 14   | 21   | 16    | 10º (12)                 |
| Apertura 2011 | 22   | 5    | 8    | 9    | 23   | 31   | 23    | 8º (12)                  |
| Clausura 2011 | 22   | 4    | 6    | 12   | 29   | 41   | 18    | 11º (12)                 |
| Apertura 2014 | 22   | 2    | 8    | 12   | 22   | 44   | 14    | 12º (12)                 |
| Clausura 2014 | 22   | 7    | 4    | 11   | 22   | 35   | 25    | 8º (12)                  |
| Apertura 2018 | 22   | 2    | 8    | 12   | 21   | 40   | 14    | 12º (12)                 |
| Clausura 2018 | 22   | 6    | 7    | 9    | 32   | 37   | 25    | 8º (12)                  |

## Rivalidades
El Rojo del Este tiene una importante rivalidad con el club vecino de Presidente Franco, el Cerro Porteño P.F., con el que disputa el Clásico del este. Pero actualmente, este último milita en la Tercera División, por lo que actualmente es difícil un enfrentamiento entre ellos. También el "3" tiene una rivalidad con el Sportivo Luqueño, al ser clubes representantes de ciudades importantes del Paraguay.

## Estadio
El estadio del club 3 de febrero lleva actualmente el nombre de Antonio Aranda (exteniente coronel Antonio Oddone Sarubbi), y se encuentra ubicado en pleno centro de Ciudad del Este. Fue construido en 1972, y para 1999 fue remodelado para la Copa América 1999, convirtiéndose en el segundo estadio más importante del país, el más grande en el interior de Paraguay, con capacidad de 28,000 espectadores aproximadamente.
Cuenta con sala de prensa, sala para cuerpo médico, sala para charla técnica, cuatro vestuarios modernos con sus respectivos baños, vestuario para árbitros, gimnasio equipado, 32 cabinas para periodistas, cada una con línea telefónica y estacionamiento propio para vehículos. Además, el empastado del club posee un sistema eficiente de drenaje que permite la realización de los juegos bajo intensas lluvias.

### Galería

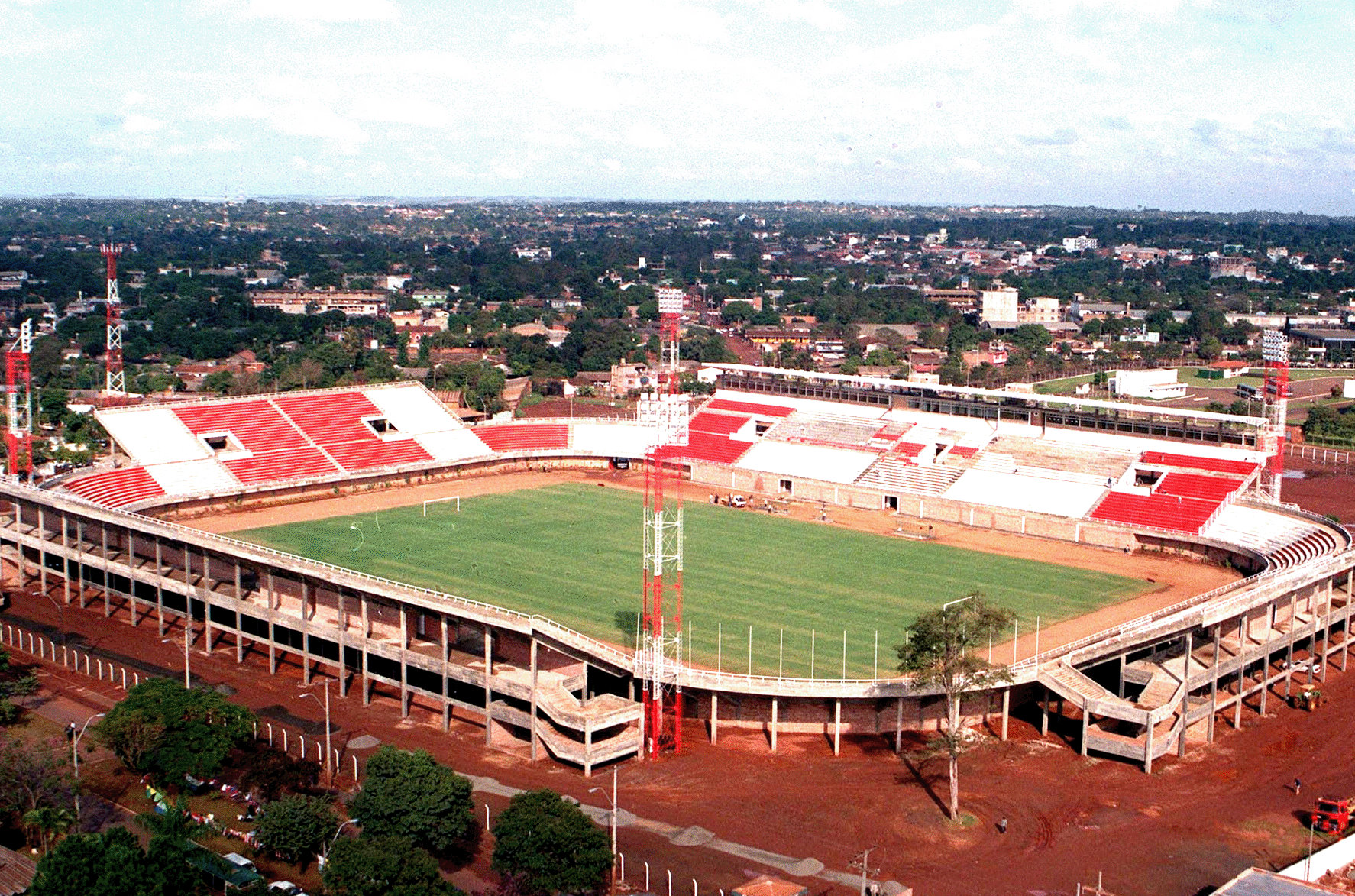
Fachada principal del remodelado estadio rojo.
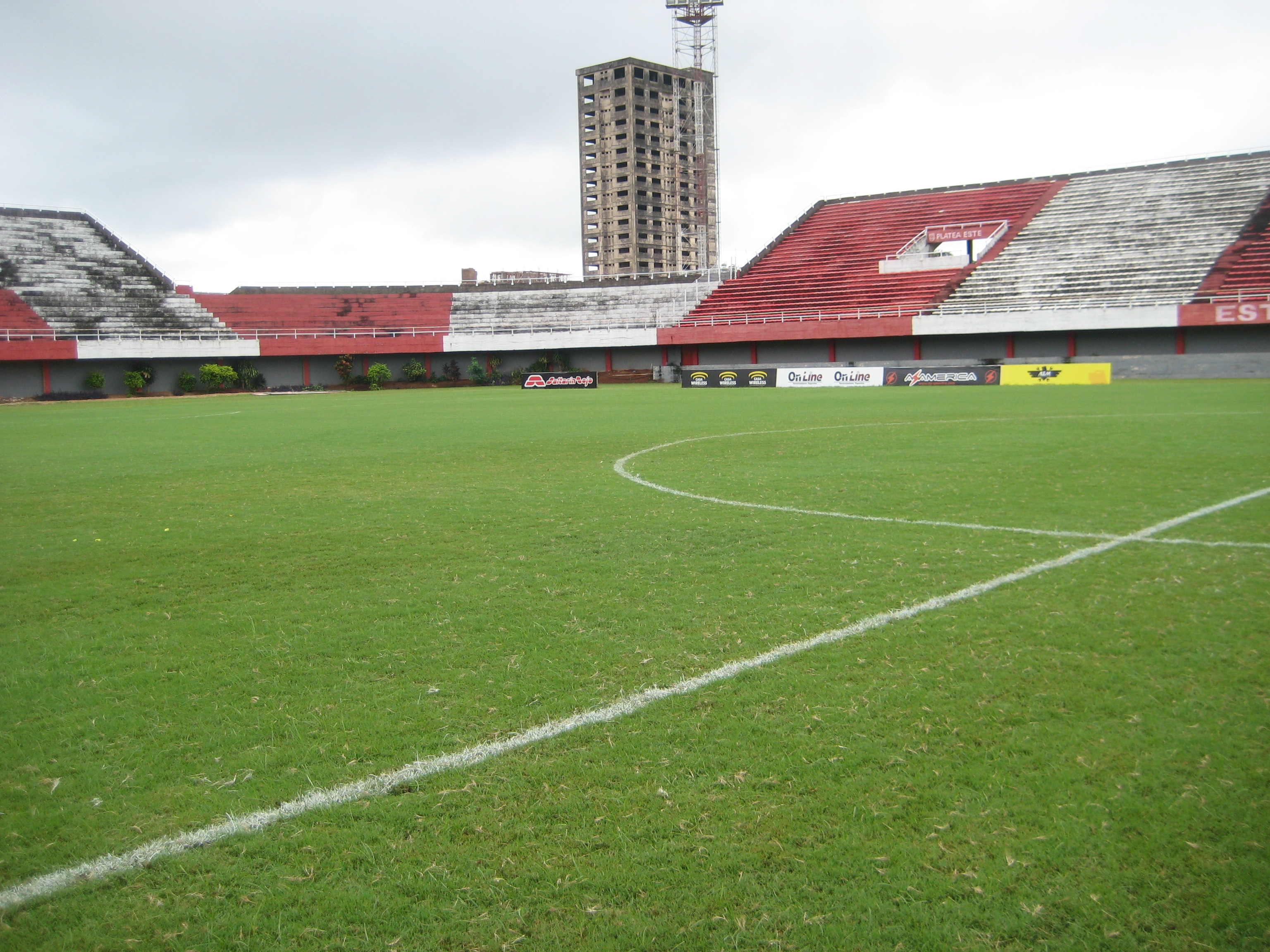
Interior del Estadio Antonio Oddone Sarubbi del Club Atlético 3 de Febrero in 2017
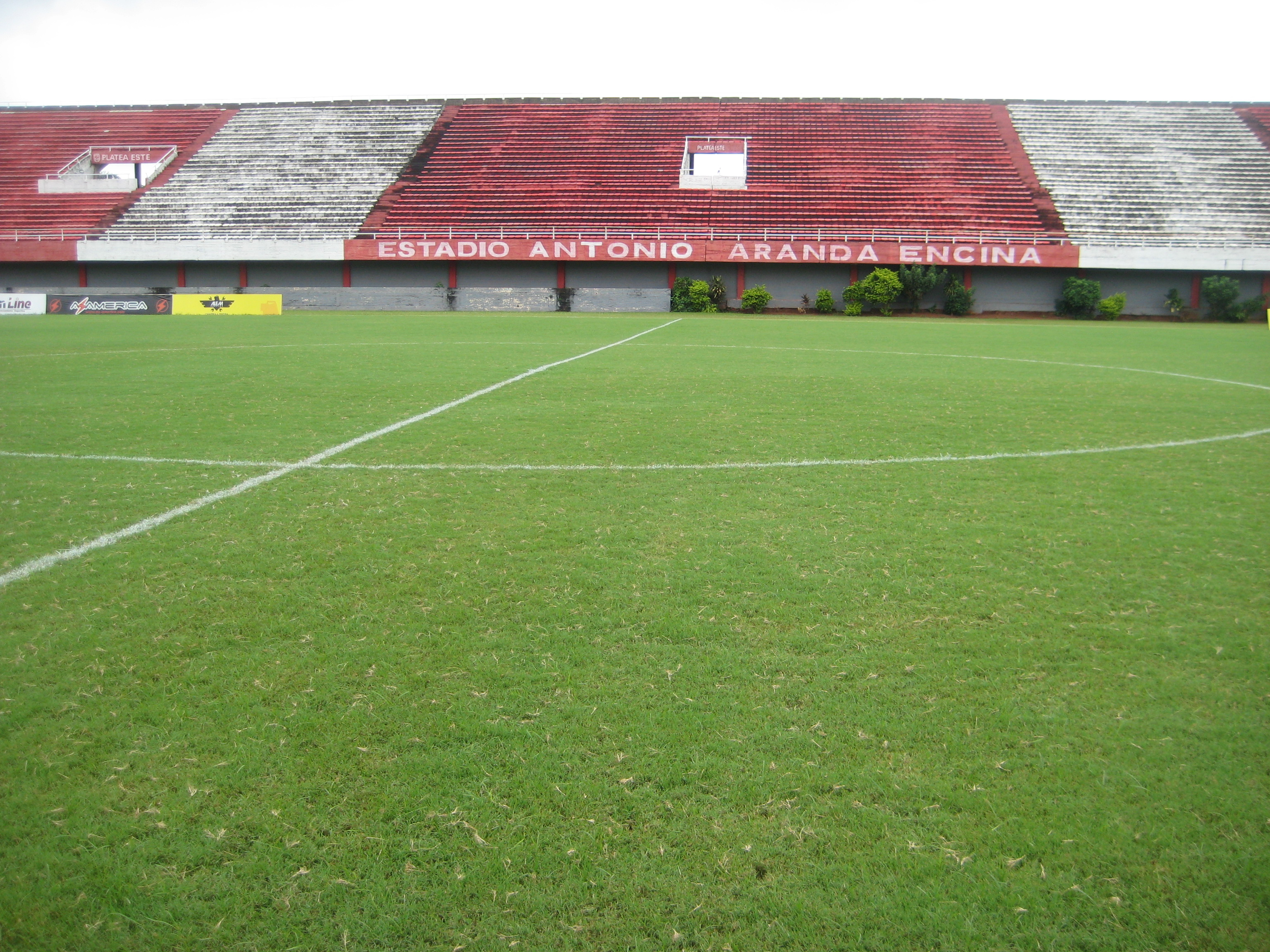
Interior del Estadio Antonio Oddone Sarubbi del Club Atlético 3 de Febrero in 2017

Interior del estadio Antonio Aranda Encina año 2002 

## Uniforme
El diseño de la camiseta del club es sencillo, siendo el uniforme tradicional del club la camiseta, el short y medias de color rojo. El uniforme alternativo fue modificándose, el primero constaba de camiseta, short y medias de color blanco, luego llegó a utilizarse un uniforme de color verde, para luego utilizarse a partir del 2011 uniforme de color dorado.

## Entrenadores
En Primera División de Paraguay
- Saturnino Arrúa Molinas (2005-?)
- Eduardo Rivera (2010)
- Marcio Marolla (enero-abril de 2014)
- Carlos Kiese (abril-mayo de 2014)
- Ricardo Dabrowski (junio-agosto de 2014)
- Eduardo Rivera (2014)
- Cristóbal Cubilla (El Cirujano)
- Marcio Marolla (2018)
- José Arrua (2018)

.Entrenadores campeones de Division intermedia
- 2004 Saturnino Arrúa
- 2013 Eduardo Rivera
- 2017 Marcio Marolla

Entrenadores con más partidos dirigidos
1. Alicio Solalinde: 73 partidos, 26 victorias, 19 empates y 28 derrotas
2. Saturnino Arrúa: 41 partidos, 10 victorias, 11 empates y 20 derrotas
3. Eduardo Rivera: 28 partidos, 9 victorias, 7 empates y 12 derrotas

## Participaciones internacionales
- Copa Verano (1): 2005.

## Jugadores

### Plantilla 2018
- Actualizada 14 de setiembre del 2021.

## Jugadores destacados

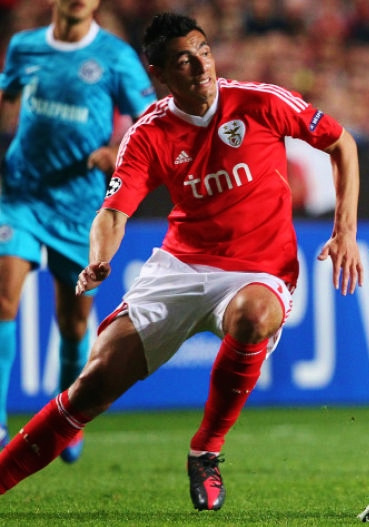
Óscar Cardozo
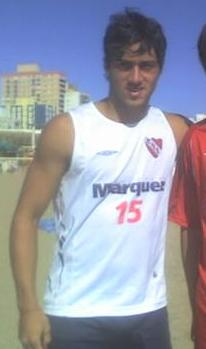
Hernán Fredes

- "Toto" Gamarra (2000-03,2004-05,2017) El ariete caazapeño inició su carrera en el "3". Estuvo en el primer ascenso del club a la primera división, temporada en la que él era el máximo referente de ataque y formaba dupla con Óscar Cardozo. Estuvo en el club en 3 etapas. De 2000 a 2003, de 2004 a 2005 y en 2017 en las que ganó 2 veces la división intermedia. Pasó por multitud de clubes por el paraguay, destacando su paso por el Club Libertad(2006-08 y 2010) donde ganó 3 veces la División Profesional; el Club Nacional(2004 y 2010), Sportivo Luqueño(2012)y el Club Guaraní(2015). También jugó en varios clubes de Sudamérica: Cúcuta Deportivo (2009), Deportes Tolima (2011),  O'Higgins(2010) y Club Aurora(2013-14).
- Óscar Cardozo (2003-04) El jugador con más nombre que pasó por el club, mundialmente reconocido. Militó en el club durante el histórico primer ascenso de club a la  Primera División de Paraguay en 2004, tras destacar se marchó al Club Nacional y después  Newell's Old Boys compró su pase por 1,2 millones $, se consolidó como uno de los jugadores con más proyección del panorama sudamericano con otra gran temporada e inició su carrera en Europa en el  S. L. Benfica que le fichó por la cantidad de 11,1 millones €. Hizo historia en el club portugués, donde ganó varios títulos (2 Primeira Liga, 5 Copa de la Liga de Portugal, 1 Copa de Portugal y 1 subcampeonato de UEFA Europa League), metió multitud de goles (2 veces máximo goleador de la Primeira Liga, máximo goleador de la UEFA Europa League 2009-10 y máximo goleador no portugués del club), compartiendo vestuario con jugadores de la talla de Ángel Di María, David Luiz, Fabio Coentrao, Cebolla Rodríguez, Pablo Aimar, Javier Saviola, José Antonio Reyes, Axel Witsel o Jan Oblak, entre otros. Continuó su periplo en Europa en el  Trabzonspor que le fichó por 5 millones € donde jugó junto a los conocidos jugadores Marko Marin, José Bosingwa, Kevin Constant y Stéphane M'Bia. Tras dos años se marchó al  Olympiacos F.C., donde volvió a coincidir con Marin, aparte de Esteban Cambiasso, Alejandro Domínguez, Aly Cissokho, Diogo Figueiras y Juan Carlos Paredes y ganó 1 Superliga de Grecia antes de volver a Paraguay con el Club Libertad, 3.er club más grande del país. Compartiendo vestuario con las leyendas del fútbol paraguayo Paulo Da Silva y Antolín Alcaraz y la promesa nacional Jesús Medina; ganaron la Apertura 2017. Internacional con la selección de Paraguay 50 veces en los que metió 10 goles. Dos veces elegido mejor futbolista paraguayo del año, en 2006 y en 2009.
- Gilberto Palacios (2005) El jugador asunceno inició su carrera en el Club Olimpia, club que estuvo en dos etapas: de 1998 a 2004 en la que ganó 4 veces la Primera División, la Copa Libertadores 2002 y la Recopa Sudamericana 2003 y en otra etapa de 2007 a 2008. Pasó por el 3 en 2005: la mejor clasificación del club hasta el momento (4ª posición) En Paraguay también pasó por clubes como Club Guaraní(2008-09) y Sportivo Luqueño(2011-13) y en el extranjero Club Olimpo (2005), Universidad Católica (2009) y Oriente Petrolero (2010) donde ganó 1 Torneo de Clausura.
- Leonardo Bordad (2005 y 2009) El arquero uruguayo inició su carrera en el  Miramar Misiones, club que estuvo en dos etapas, de 2001 a 2004 y en 2006. Al igual que Palacios, también sirvió para el 3 en la mejor clasificación del club de 2005 y también en otra etapa en 2009. En Paraguay pasó por Olimpia (2006-08) y Sol de América (2008). Y en el exterior en el Sportivo Italiano (2009-2010 y 2011) y Durazno (2010-11).
- Eder Godoy (2005-2007,2010) El jugador inició su carrera en el  Cerro Porteño y llegó al "3" en 2005 hasta 2007 y estuvo en otra etapa en 2010. En Paraguay también pasó por Nacional y el club rival de Presiente Franco, el Cerro Porteño P.F. Y en el extranjero por Junior y Curicó.
- Fidencio Oviedo (2006) De Ciudad del Este. Jugador esteño que inició su carrera en Club Libertad, club que estuvo en 2005 y 2007. Llegó al "3" en 2006, disputando 13 partidos y metiendo 1 gol. En el exterior jugó en  Santiago Morning (2010-2011) y  Colón (2016-17). Destaca su paso por  Cerro Porteño (2012-16) en donde ganó 3 veces la División Profesional (2012,2013 Y 2015) Y otra vez la ganó con Libertad en 2007. Actualmente en Club Guaraní. 15 veces internacional con Paraguay y elegido Futbolista paraguayo del año en 2012.
- José A. Franco (2008) Destaca su paso por Sol de América, club en el que debutó y estuvo en 3 etapas (1997-2003, 2006-07 y 2009) También pasó en Paraguay por  Guaraní (2005) y Olimpia (2006) y en el exterior por  Santiago Wanderers (2004), Rangers (2005), Atlético Bucaramanga (2008) y Alianza Atlético (2009). El delantero estuvo en el 3 durante la temporada 2008 en la que destacó por sus goles: como los 4 goles que metió a Cerro porteño en su casa (partido que terminó 2-4), los 2 goles que le metió a Olimpia (partido que terminó 3-1 para los Rojos). O los goles que le metió a Guaraní o Luqueño.
- Cesar Llamas (2008-2011, 2013- actualidad) De Ciudad del Este. Jugador esteño que inició su carrera en el "3" en 2008 y que lleva toda su carra en el Rojo salvo un breve paso por  Rubio Ñu en 2012. Internacional con Paraguay. Actualmente es el Capitán del equipo.
- Francisco Silva  (2011-12) De Presidente Franco
- Juanpa Raponi (2014) Jugador argentino que inició su carrera en River Plate (2001-02). En su carrera pasó por multitud de clubes destacando su paso por Europa, Oxford United (2005),  Ponferradina (2006-07),  Racing (2007) y Lorca (2008-09). Pasó también por grandes de Sudamérica como Universidad (2003) y Emelec (2009). En Paraguay pasó por Sportivo Luqueño(2011-13) y Sol de América (2015). En 3 de febrero jugó en 2014, jugando 18 partidos y anotando 2 goles.
- Brian Samudio (2015-16)
- Cristian Colmán (2013-14) Jugador que destacó en el "3" tras una temporada en 1.ª. Tras el descenso del club se marchó al  Club Nacional, uno de los grandes del país. Tras volver a destacar fue fichado por el  FC Dallas de la potente  Major League Soccer.
- Hernán Fredes (2018)

## Datos del club
Actualizado al 4 de noviembre de 2018
- Temporadas en 1ª: 9[5]
- Temporadas en 2ª: 9
- Mejor puesto en 1ª: 3° (2005).
- Peor puesto en 1ª: 12°, último (Apertura 2009, Apertura 2014 y Apertura 2018)
- Campeonatos: 8
- interligas: 6
- intermedia: 2
- Subcampeonato: 1 (intermedia)
- Dirección: Ciudad del Este.
- Teléfono:
- Fax:
- E-mail:
- Personería jurídica:

## Palmarés

### Torneos nacionales
| Torneos nacionales oficiales | Torneos nacionales oficiales | Torneos nacionales oficiales |
| Competición                  | Títulos                      | Subcampeonatos               |
| ---------------------------- | ---------------------------- | ---------------------------- |
| Segunda División (3)         | 2004, 2013, 2017             |                              |
| Tercera División (1)         | 2000                         |                              |

### Torneos regionales
| Torneos regionales        | Torneos regionales                 | Torneos regionales |
| Competición               | Títulos                            | Subcampeonatos     |
| ------------------------- | ---------------------------------- | ------------------ |
| Liga Deportiva Paranaense | 1973, 1975, 1977, 1986, 1992, 1997 |                    |